# Arendal
Arendal ( ? i  escolteu-ne la pronunciació en noruec) és una ciutat i un municipi situat al comtat d'Agder, a la regió de Sørlandet, Noruega. Té 44.313 habitants (2016) i la seva superfície és de 270 km². És la capital del comtat d'Aust-Agder, i el municipi també inclou, a més de la ciutat, els llogarets de Tromøy, Rykene, Eydehavn, Strengereid, Kongshamn, Kilsund, i Hisøy.
El municipi limita al sud-oest amb Grimstad, al nord-oest amb Froland, i al nord-est amb Tvedestrand. Arendal és la localitat tipus de la babingtonita mineral, que va ser descrita per primera vegada a partir d'espècimens descoberts aquí el 1824.
Arendal s'ufana de tenir el millor clima a tota Noruega i una envejable costa amb múltiples illes de poca superfície. És una ciutat molt popular per als turistes i té una vida nocturna molt activa a l'estiu.

## Etimologia
La forma en nòrdic antic del nom va ser probablement Arnadalr. El primer element és el cas genitiu d'ǫrn, "àguila" i l'últim element és darl, que significa "vall".

## Història
Arendal va ser fundada a mitjans del segle xvi, i va ser anomenada Arendall. En aquests temps no tenia la qualitat de ciutat.
Quan Kristiansand va ser fundada pel rei Cristià IV el 1641, li va donar als seus ciutadans un monopoli en tots els rubres de comerç a Aust-Agder i Vest-Agder. Això tenia com a intenció subsidiar la ciutat i les seves fortificacions, posant a les ciutats pre existents en una posició difícil. Les dues ciutats i els seus comerciants van protestar pels problemes que això va causar. Com a resultat, Arendal va rebre el permís reial el 1622 per continuar com un lloc de càrrega de fusta fins que es pogués transferir el seu comerç a Kristiansand.

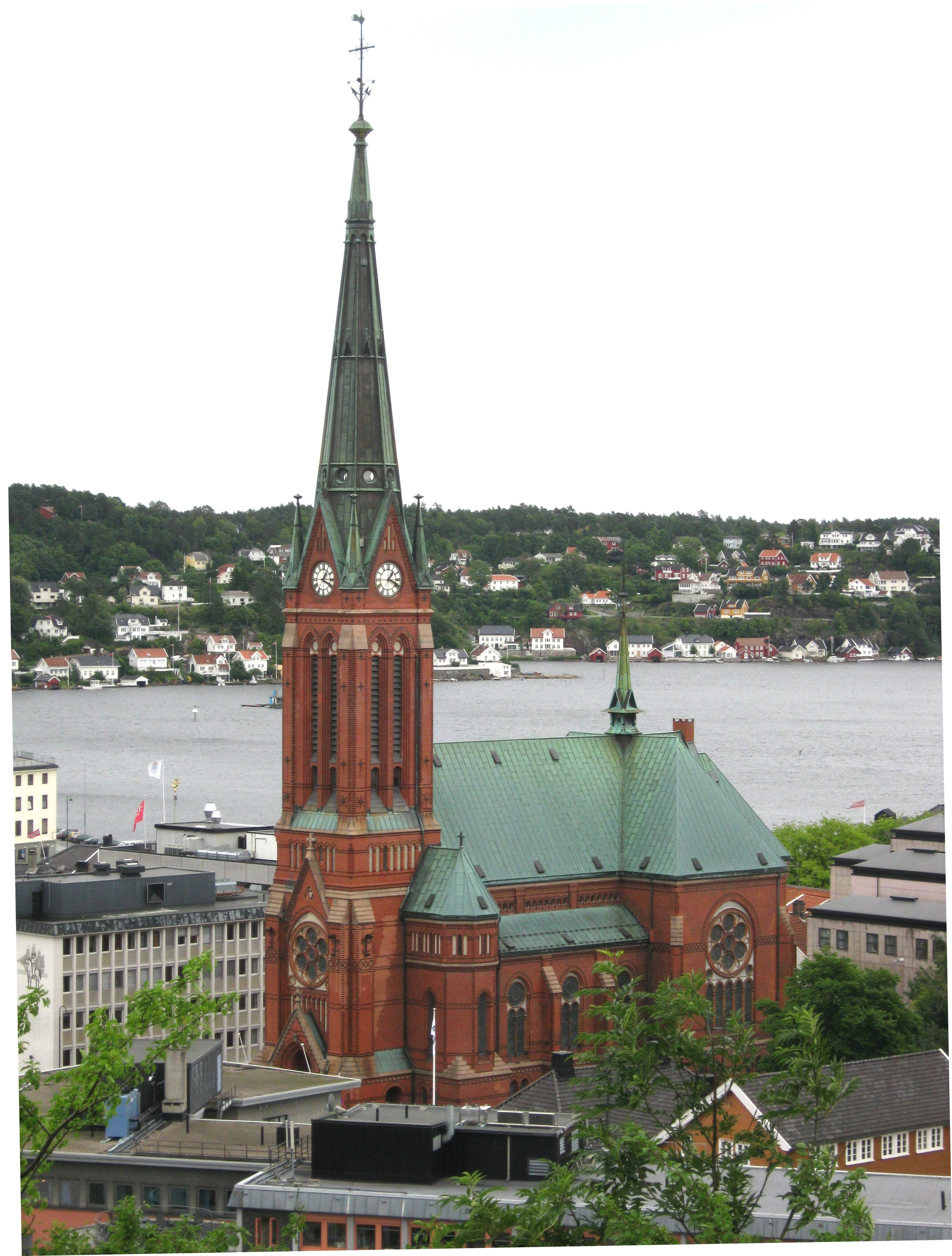
Església de la Trinitat d'Arendal.

La ciutat va aconseguir privilegis de comerç el 1723. No obstant això, els comerciants dels districtes del voltant, que per llei havien de vendre la seva mercaderia només a Arendal, van començar a contrabandejar els seus béns en trineus, per vendre'ls a Dinamarca i a la regió bàltica.
Això va continuar fins al 1735, quan a Arendal li va ser donat un permís legal complet. Aquest permís, combinat amb les imposicions daneses del monopoli en les importacions del blat de moro, va causar gran pobresa i fam entre les persones en els districtes dels voltants, portant a moltes rebel·lions famoses.
Com a resultat de les rebel·lions, l'època de privilegis per a ciutats com Kristiansand i Arendal va tenir un terme aparent el 1768 per una proclamació real. Però els problemes no van acabar aquí; un granger, Kristian Jensson Lofthus, a Vestre Moland va liderar una rebel·lió el 1786 que va resultar en que el govern abolís algunes de les polítiques de comerç més repressives. Lofthus va ser capturat i va morir a la presó. Els càrrecs contra Lofthus van ser que devia blat de moro i altres béns en perjudici dels privilegis d'Arendal.
L'intercanvi de béns, la construcció de vaixells i l'intercanvi de fusta, com també la mineria i els treballs en ferro eren importants branques de la indústria del comtat d'Aust-Agder per molts segles, especialment a la regió d'Arendal. El 1880 era el port de capacitat més gran de la zona. A finals del segle xix, Arendal va ser reconegut com a centre portuari de gran importància, i el 1939 va tenir la 4a flota més gran de transportadors d'olis i petroli de Noruega; només superat per Oslo, Bergen i Stavanger.
Avui en dia, la ciutat té una petita producció de vaixells, indústries mecàniques i electròniques, com també una de més grans refinadores de carbur de silici del món. Igualment, se sap que en aquesta ciutat està basat el regne de la pel·lícula de Disney Frozen (encara que els paisatges de la pel·lícula van ser filmats en un altre lloc de Noruega anomenat fiord de Geiranger).

### Escut d'armes
L'escut d'armes se'ls va concedir el 7 de novembre de 1924 (basat en un segell més antic). L'escut mostra un vaixell de vela com a símbol de la importància de la pesca i la navegació a l'economia local. De fet, hi apareixia un vaixell al segell més antic conegut de la ciutat, que data del segle xvii. A finals del segle xix i XX l'escut va mostrar el vaixell a la part superior i un paisatge amb l'escut d'armes de Noruega a la base de l'escut.

## Clima
Arendal té un clima temperat costaner, amb un hivern relativament suau i curt i un estiu moderadament càlid per a la mitjana noruega. Hi ha una influència reguladora bastant benigna des del mar obert, fins i tot a l'hivern, de manera que fins i tot en aquesta època la temperatura és relativament alta. El mes més fred usualment és el febrer, amb una mitjana de -0,8 °C, i el mes més calorós és juliol, amb 15,5 °C. D'altra banda, l'octubre sol ser el mes de més precipitació amb 112 mm i l'abril el de menys amb 42 mm.
Tot i això, les fortes nevades hivernals són comunes al municipi. La temperatura mitjana anual d'Arendal és de 7,2 °C i la precipitació mitjana anual és de 1010 mm.
| Dades climàtiques a Arendal        | Dades climàtiques a Arendal | Dades climàtiques a Arendal | Dades climàtiques a Arendal | Dades climàtiques a Arendal | Dades climàtiques a Arendal | Dades climàtiques a Arendal | Dades climàtiques a Arendal | Dades climàtiques a Arendal | Dades climàtiques a Arendal | Dades climàtiques a Arendal | Dades climàtiques a Arendal | Dades climàtiques a Arendal | Dades climàtiques a Arendal |
| Mes                                | gen                         | febr                        | març                        | abr                         | maig                        | juny                        | jul                         | ag                          | set                         | oct                         | nov                         | des                         | anual                       |
| ---------------------------------- | --------------------------- | --------------------------- | --------------------------- | --------------------------- | --------------------------- | --------------------------- | --------------------------- | --------------------------- | --------------------------- | --------------------------- | --------------------------- | --------------------------- | --------------------------- |
| Màxima rècord °C (°F)              | 12 (54)                     | 11 (52)                     | 16 (61)                     | 16 (61)                     | 21 (70)                     | 27 (81)                     | 29 (84)                     | 32 (90)                     | 21 (70)                     | 18 (64)                     | 16 (61)                     | 11 (52)                     | 32 (90)                     |
| Màxima mitjana °C (°F)             | 2 (36)                      | 2 (36)                      | 3 (37)                      | 6 (43)                      | 11 (52)                     | 15 (59)                     | 17 (63)                     | 17 (63)                     | 14 (57)                     | 10 (50)                     | 6 (43)                      | 3 (37)                      | 9 (48)                      |
| Mitjana diària °C (°F)             | −1.0 (30.2)                 | −1.4 (29.5)                 | 1.2 (34.2)                  | 4.8 (40.6)                  | 10.0 (50)                   | 14.2 (57.6)                 | 16.0 (60.8)                 | 15.4 (59.7)                 | 12.2 (54)                   | 8.5 (47.3)                  | 3.9 (39)                    | 0.9 (33.6)                  | 7.1 (44.8)                  |
| Mínima mitjana °C (°F)             | −3 (27)                     | −1 (30)                     | 0 (32)                      | 2 (36)                      | 7 (45)                      | 11 (52)                     | 13 (55)                     | 13 (55)                     | 10 (50)                     | 7 (45)                      | 3 (37)                      | 0 (32)                      | 6 (43)                      |
| Mínima rècord °C (°F)              | −17 (1)                     | −15 (5)                     | −12 (10)                    | −2 (28)                     | 0 (32)                      | 3 (37)                      | 8 (46)                      | 5 (41)                      | 1 (34)                      | −2 (28)                     | −7 (19)                     | −15 (5)                     | −17 (1)                     |
| Precipitació mitjana mm (polzades) | 88 (3.46)                   | 57 (2.24)                   | 71 (2.8)                    | 52 (2.05)                   | 69 (2.72)                   | 63 (2.48)                   | 79 (3.11)                   | 97 (3.82)                   | 116 (4.57)                  | 137 (5.39)                  | 121 (4.76)                  | 85 (3.35)                   | 1.035 (40,75)               |
| Mitjana de dies de gelada          | 16                          | 18                          | 14                          | 4                           | 0                           | 0                           | 0                           | 0                           | 0                           | 1                           | 5                           | 13                          | 72                          |
| Humitat relativa mitjana (%)       | 85                          | 83                          | 82                          | 73                          | 75                          | 75                          | 75                          | 76                          | 74                          | 80                          | 81                          | 84                          | 79                          |
| Font: Weatherbase                  |                             |                             |                             |                             |                             |                             |                             |                             |                             |                             |                             |                             |                             |

## Llocs d'interès

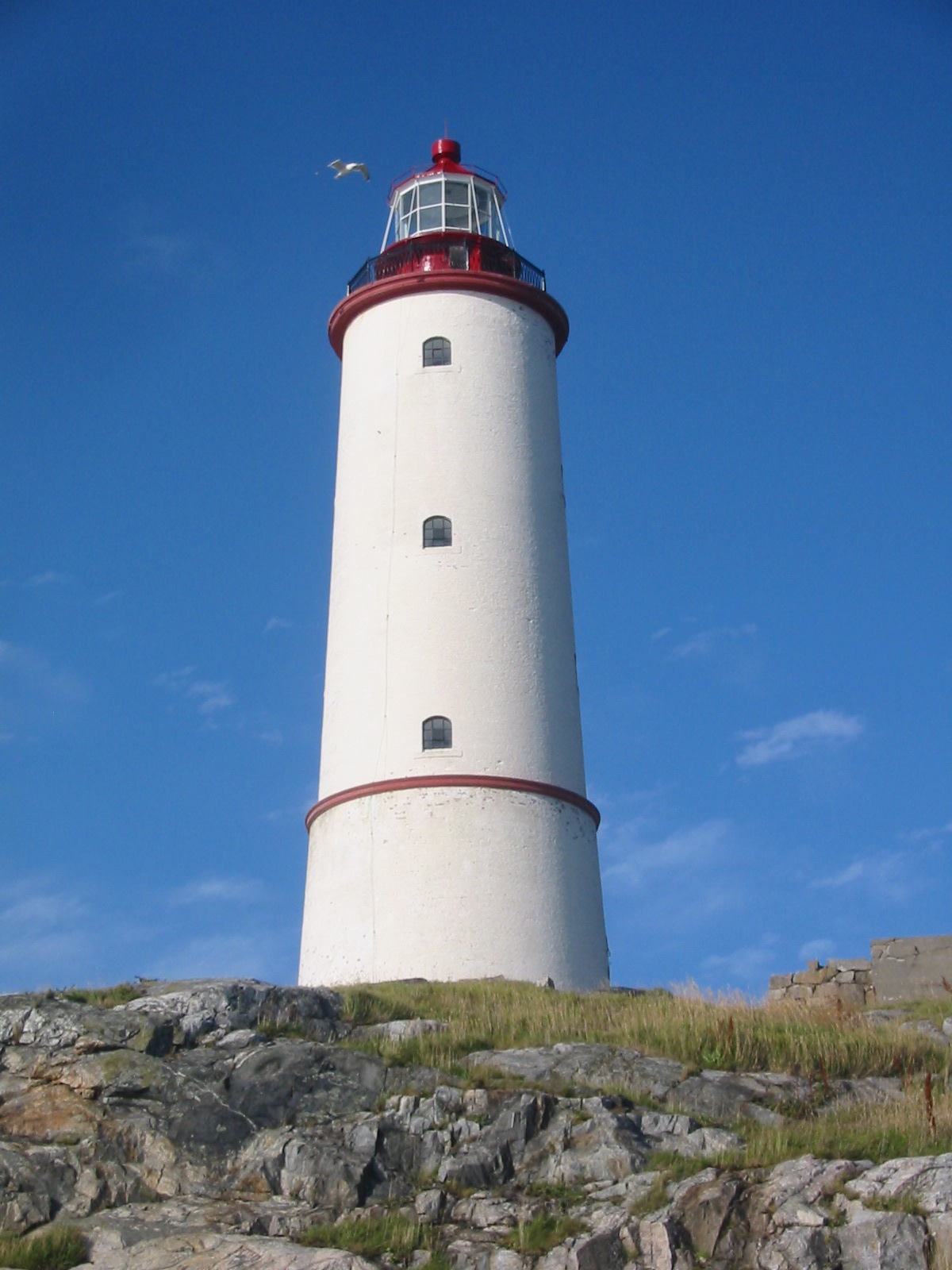
El far Lille Torungen

### El far "Little Torungen"
El far "Little Torungen" està situat en una petita illa fora d'Arendal. El far mesura 28,9 metres d'alt. L'estació va ser establerta al mateix temps que el far "Large Torungen" i té una connexió funcional i visual amb el mateix. Els fars Little i Large Torungen van ser fets com a fars bessons, i tots dos es troben en la línia de desembarcament d'Arendal. L'estació està fora de servei des del 1914.

### El far "Store Torungen"
El far "Store Torungen" està situat en una illa fora d'Arendal. Va ser construït el 1844 i electrificat el 1914. Mesura 34,3 metres d'alt i conté un lent de segon ordre. És una estació relativament gran segons els estàndards de Noruega. És assolible mitjançant un viatge de 55 minuts en pot del centre de la ciutat. El far segueix en ús.

### L'illa de Merdø
L'illa de Merdø, una de les illes més llunyanes de la costa, davant de l'Skagerrak, va ser un port de grans exportacions als segles xvii i xviii. Actualment posseeix un museu, un quiosc, nombroses platges i un bell escenari. Hi ha un servei de pots regular que va des de Pollen a l'illa cada dia durant l'estiu.

### Pollen

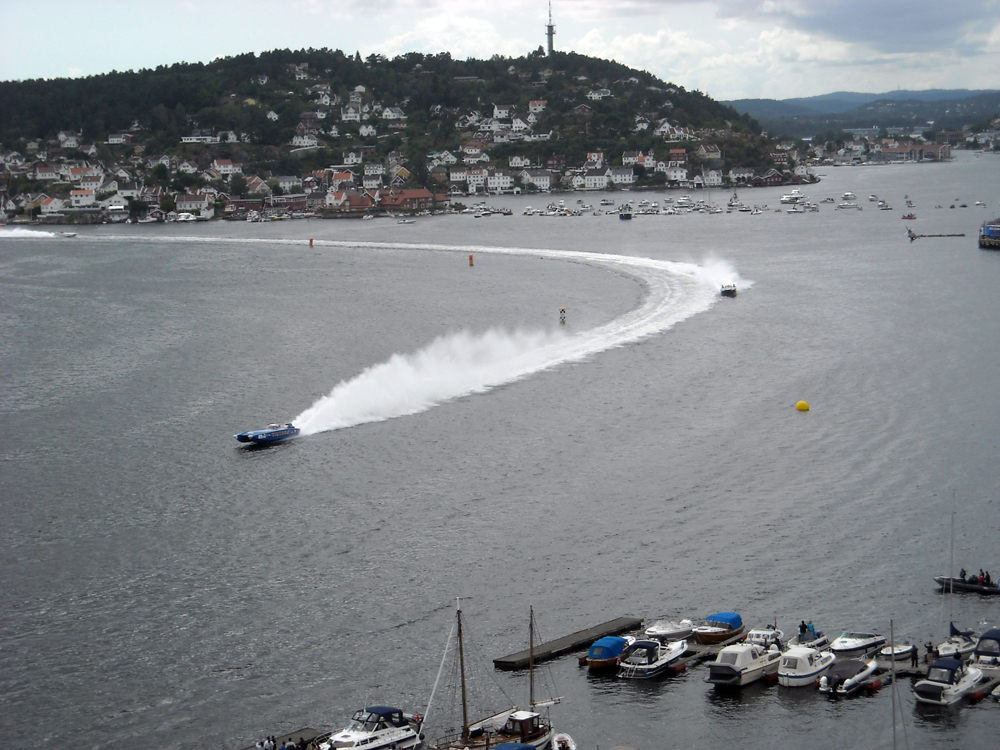
L'anual Gran Premi Noruec per F1 Powerboat Racing, dut a terme a Arendal

És el cor d'Arendal, un port intern, on es pot trobar pescadors venent cranc, el mercat de peix, pubs, restaurants, places i banques per descansar.

### Tyholmen
Just al centre de la ciutat s'hi troba una àrea amb cases de fusta del segle xvii. Aquesta àrea és anomenada Tyholmen, i és el que queda de velles construccions que van ser destruïdes pels grans incendis que aquesta ciutat va tenir durant el segle xix. Passar mitja hora en Tyholmen gaudint de l'arquitectura i imaginant com les coses han d'haver estat quan hi havia canals entre les cases en comptes de carrers. Seguir els carrers Nedre Tyholmen i Øvre Tyholmen, i veure com vivien tant els rics com els de classe mitjana.

### Festivals
La institució "Canal Street - Arendal Jazz and Blues" va ser establerta el 2001, però aquest festival existeix des del 1996, en aquests temps amb el nom d'Arendal Jazz and Blues Festival. La popularitat del festival ha anat en augment. Des de 2007 també se celebra el Hovefestivalen, un festival que reuneix grans bandes de rock de l'escena mundial.

## Transports
A part de ser una ciutat port, Arendal està immediatament al sud-est de l'autopista E18. La línia d'Arendal va a Nelaug, on connecta amb la línia de Sørland.

## Fills il·lustres
- Sam Eyde (1866-1940), empresari industrial.
- Karl Ove Knausgård (1968), escriptor.